# ᜎ
En el sistema de escritura de baybayin, la letra ᜎ es un carácter silábico que se corresponde con el sonido la.

## Uso
Si un punto se añade a la parte superior (ᜎᜒ), el sonido se convierte en un sonido lé o li, por su parte, si un punto se añade a la parte inferior (ᜎᜓ), el sonido se convierte en un sonido lo o lú. El sonido se convierte en una consonante l si un virama se agrega a la parte inferior (ᜎ᜔). 

### Como símbolo
La letra la aparece en varios sellos del gobierno filipino e instituciones públicas y privadas. Siguen algunos ejemplos:

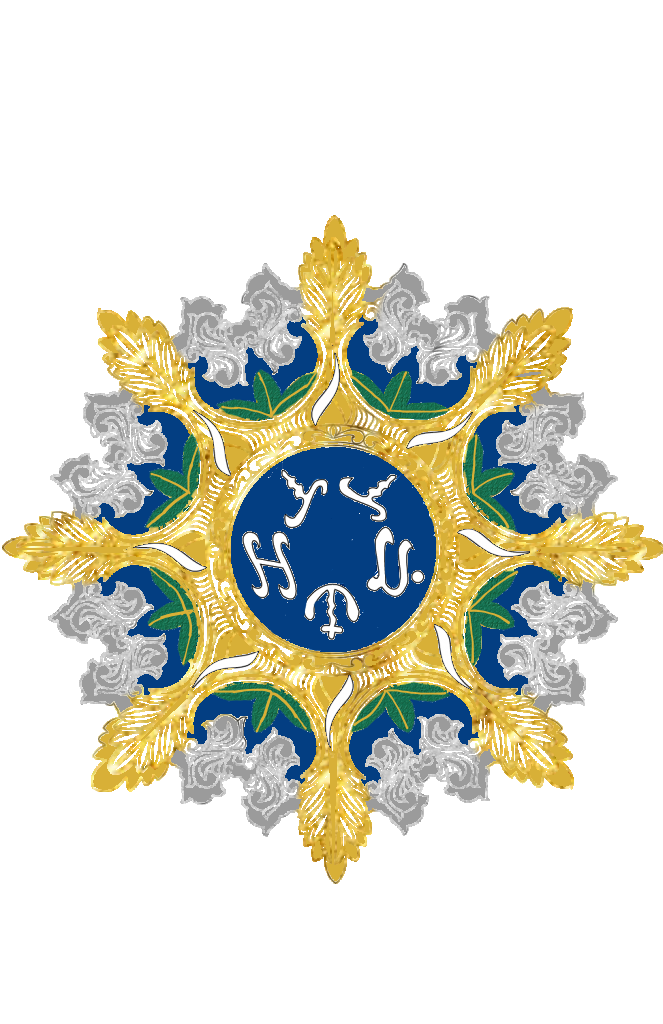
Órden de Lakandula, una orden militar filipina. En su insignia aparecen las letras de Lakandula

## Unicode
Esta letra tiene el código de Unicode U+170E, situado en el bloque tagalo.
| Carácter      | ᜎ                 | ᜎ                 |
| ------------- | ----------------- | ----------------- |
| Unicode       | TAGALOG LETTER LA | TAGALOG LETTER LA |
| Codificación  | decimal           | hex               |
| Unicode       | 5902              | U+170E            |
| UTF-8         | 225 156 142       | E1 9C 8E          |
| Ref. numérica | &#5902;           | &#x170E;          |